# Victor H. Metcalf
Victor Howard Metcalf (ur. 10 października 1853 w Utica, zm. 20 lutego 1936 w Nowym Jorku) – amerykański polityk, członek Partii Republikańskiej.

## Działalność polityczna
W okresie od 4 marca 1899 do 1 lipca 1904 przez trzy kadencje był przedstawicielem 3. okręgu wyborczego w stanie Kalifornia w Izbie Reprezentantów Stanów Zjednoczonych. Od 1 lipca 1904 do 16 grudnia 1906 był sekretarzem handlu i pracy, a od 17 grudnia 1906 do 30 listopada 1908 sekretarzem marynarki wojennej w gabinecie prezydenta Roosevelta.